# Chile Open 2020 - Qualificazioni singolare
Le qualificazioni del singolare del Chile Open 2020 sono state un torneo di tennis preliminare per accedere alla fase finale della manifestazione. I vincitori dell'ultimo turno sono entrati di diritto nel tabellone principale. In caso di ritiro di uno o più giocatori aventi diritto a questi sono subentrati i lucky loser, ossia i giocatori che hanno perso nell'ultimo turno ma che avevano una classifica più alta rispetto agli altri partecipanti che avevano comunque perso nel turno finale.

## Teste di serie
1. Juan Pablo Varillas (ultimo turno, lucky loser)
2. Martin Kližan (qualificato)
3. Filip Horanský (qualificato)
4. Carlos Taberner (qualificato)

1. Andrea Collarini (ultimo turno)
2. Renzo Olivo (qualificato)
3. Pedro Sakamoto (ultimo turno)
4. Orlando Luz (ultimo turno)

## Qualificati
1. Renzo Olivo
2. Martin Kližan

1. Filip Horanský
2. Carlos Taberner

### Lucky loser
1. Juan Pablo Varillas

## Tabellone

### Legenda
| - Q = Qualificato - WC = Wild card - LL = Lucky loser | - ALT = Alternate - SE = Special Exempt - PR = Protected Ranking | - w/o = Walkover - r = Ritirato - d = Squalificato |

### Sezione 1
|  | Primo turno | Primo turno         | Primo turno         | Primo turno | Primo turno |  |  | Ultimo turno | Ultimo turno        | Ultimo turno        | Ultimo turno | Ultimo turno |  |
|  |             |                     |                     |             |             |  |  |              |                     |                     |              |              |  |
|  | 1           | Juan Pablo Varillas | Juan Pablo Varillas | 6           | 6           |  |  |              |                     |                     |              |              |  |
|  | WC          | Matías Gaedechens   | Matías Gaedechens   | 1           | 0           |  |  | 1            | Juan Pablo Varillas | Juan Pablo Varillas | 65           | 5            |  |
|  | Alt         | Víctor Núñez        | Víctor Núñez        | 0           | 63          |  |  | 6            | Renzo Olivo         | Renzo Olivo         | 7            | 7            |  |
|  | 6           | Renzo Olivo         | Renzo Olivo         | 6           | 7           |  |  |              |                     |                     |              |              |  |

### Sezione 2
|  | Primo turno | Primo turno     | Primo turno     | Primo turno | Primo turno |  |  | Ultimo turno | Ultimo turno  | Ultimo turno  | Ultimo turno | Ultimo turno |  |
|  |             |                 |                 |             |             |  |  |              |               |               |              |              |  |
|  | 2           | Martin Kližan   | Martin Kližan   | 6           | 6           |  |  |              |               |               |              |              |  |
|  |             | Vadym Ursu      | Vadym Ursu      | 0           | 0           |  |  | 2            | Martin Kližan | Martin Kližan | 6            | 6            |  |
|  |             | Gonzalo Escobar | Gonzalo Escobar | 2           | 4           |  |  | 8            | Orlando Luz   | Orlando Luz   | 4            | 1            |  |
|  | 8           | Orlando Luz     | Orlando Luz     | 6           | 6           |  |  |              |               |               |              |              |  |

### Sezione 3
|  | Primo turno | Primo turno      | Primo turno      | Primo turno | Primo turno |  |  | Ultimo turno | Ultimo turno   | Ultimo turno | Ultimo turno | Ultimo turno |  |
|  |             |                  |                  |             |             |  |  |              |                |              |              |              |  |
|  | 3           | Filip Horanský   | Filip Horanský   | 7           | 7           |  |  |              |                |              |              |              |  |
|  | WC          | Gonzalo Lama     | Gonzalo Lama     | 63          | 5           |  |  | 3            | Filip Horanský | 7            | 6(1)         | 6            |  |
|  | Alt         | Fernando Romboli | Fernando Romboli | 1           | 2           |  |  | 7            | Pedro Sakamoto | 64           | 7            | 4            |  |
|  | 7           | Pedro Sakamoto   | Pedro Sakamoto   | 6           | 6           |  |  |              |                |              |              |              |  |

### Sezione 4
|  | Primo turno | Primo turno      | Primo turno      | Primo turno | Primo turno |  |  | Ultimo turno | Ultimo turno     | Ultimo turno     | Ultimo turno | Ultimo turno |  |
|  |             |                  |                  |             |             |  |  |              |                  |                  |              |              |  |
|  | 4           | Carlos Taberner  | Carlos Taberner  | 6           | 6           |  |  |              |                  |                  |              |              |  |
|  | Alt         | Andrés Molteni   | Andrés Molteni   | 3           | 2           |  |  | 4            | Carlos Taberner  | Carlos Taberner  | 6            | 6            |  |
|  |             | Martín Cuevas    | Martín Cuevas    | 2           | 64          |  |  | 5            | Andrea Collarini | Andrea Collarini | 2            | 1            |  |
|  | 5           | Andrea Collarini | Andrea Collarini | 6           | 7           |  |  |              |                  |                  |              |              |  |